# Heinz Schuler (Psychologe)
Heinz Schuler (* 6. Juni 1945 in Wien; † 3. August 2021 in Stuttgart) war ein österreichischer Psychologe. Er hatte von 1982 bis 2010 den Lehrstuhl für Psychologie an der Universität Hohenheim (Stuttgart) inne.

## Biographie
Heinz Schuler belegte ein Studium der Psychologie und Philosophie in München. Seine Promotion erfolgte 1973 an der Universität Augsburg. Unterstützt durch ein Habilitationsstipendium der Deutschen Forschungsgemeinschaft, habilitierte er sich 1978 ebenfalls an der Universität Augsburg. 1978/79 vertrat er dort eine Professur für Wirtschaftspsychologie und war gleichzeitig Kommissarischer Leiter des Didaktikzentrums und des Zentrums für Studien- und Konfliktberatung. 1979 wurde er Professor und Vorstand am Institut für Psychologie der Universität Erlangen.
Schuler war seit 1982 und bis 2010 Inhaber des Lehrstuhls für Psychologie der Universität Hohenheim und war daneben wissenschaftlicher Leiter einer Stuttgarter Personal-Psychologie und Managementberatung. Er publizierte ca. 600 wissenschaftliche Texte, darunter 30 Bücher.

## Werk
Schulers Arbeitsschwerpunkt liegt auf den Gebieten der Organisations- und Personalpsychologie und deren persönlichkeitspsychologischen Grundlagen, insbesondere Berufseignungsdiagnostik und Leistungsforschung mit den Anwendungsbereichen Personalauswahl, Potenzialanalyse, Personalentwicklung, E-Recruiting und E-Assessment, Leistungsbeurteilung und Berufsberatung. Er war ein Begründer der deutschsprachigen Personalpsychologie innerhalb der Arbeits- und Organisationspsychologie. Schuler ist Urheber des trimodalen Modells der Personalpsychologie. Durch die Entwicklung multimodaler Leistungsbeurteilungssysteme sowohl für Gruppen- als auch Individualleistungen wurde die Leistungsbeurteilung von einer rein personenbezogenen zu einer teambezogenen Beurteilung erweitert.
Schulers Arbeiten seit den 1980er Jahren haben den Anstoß gegeben, die „soziale Validität“ als zusätzliches Qualitätskriterium bei der Konstruktion und Anwendung von Personalauswahlverfahren zu berücksichtigen.
Schuler war Herausgeber der beiden Bände „Organisationspsychologie“ innerhalb der Enzyklopädie der Psychologie, Gründungsherausgeber der Zeitschriften „Arbeits- und Organisationspsychologie“ sowie „Personalpsychologie“ und Urheber/Autor verschiedener eignungsdiagnostischer Verfahren, darunter des Multimodalen Interviews (MMI) und des Leistungsmotivationsinventars (LMI).
Neben der Publikation wirtschaftspsychologischer Testverfahren zur Unterstützung von Personalauswahl in Unternehmen beteiligte er sich 1998 an der Gründung einer Managementberatungsfirma sowie einer AG für E-Recruiting und Web-basierte Testverfahren. Er war wissenschaftlicher Leiter des Instituts für Berufsprofiling.
Schuler war unter anderem Mitglied der Deutschen Gesellschaft für Psychologie, der Society for Industrial and Organizational Psychology, der New York Academy of Sciences und der Humboldt-Gesellschaft.

## Privates
Er war verheiratet mit seiner Frau Katrin und war Vater von zwei Kindern.

## Ehrungen
Aus Anlass von Heinz Schulers Emeritierung wurde von P. Gélleri und C. Winter eine Festschrift unter dem Titel Potenziale der Personalpsychologie (2011) herausgegeben. 2011 wurde ihm die goldene Ehrennadel der Universität Hohenheim verliehen. Er ist Träger des Deutschen Psychologie-Preises 2017. Die Preisrede ist auf dem Profil von Heinz Schuler bei ResearchGate verfügbar.

## Veröffentlichungen (Auswahl)
- Lehrbuch Organisationspsychologie, 6. Aufl. 2019 (mit Klaus Moser)
- Das Einstellungsinterview. 2. Auflage. Hogrefe, Göttingen 2018, ISBN 978-3-8017-2871-7 (370 S.).
- Einstellungsinterviews vorbereiten und durchführen, 2016 (mit Patrick Mussel)
- Dark Triad of Personality at Work (TOP), 2016 (mit Dominik Schwarzinger)
- Psychologische Personalauswahl, 4. Aufl. 2014
- Lehrbuch der Personalpsychologie, 3. Aufl. 2013 (mit Uwe Peter Kanning)
- Diagnose berufsbezogener Kreativität (DBK), 2013 DBK-P6 (mit Petra Gélleri, Julia Winzen und Yvonne Görlich)
- Handbuch der Arbeits- und Organisationspsychologie, 2007 (mit Karlheinz Sonntag)
- Kreativität, 2007 (mit Yvonne Görlich)
- AZUBI-BK, 2006 und AZUBI-TH, 2007 (mit Yvonne Görlich)
- Analyse schlussfolgernden und kreativen Denkens (ASK), 2005 (mit Benedikt Hell)
- Achievement Motivation Inventory, 2004 (mit George C. Thornton III., Andreas Frintrup und Rose Müller-Hanson)
- Beurteilung und Förderung beruflicher Leistung, 2004
- Leistungsmotivationsinventar, 2001 (mit Michael Prochaska)
- Ethical Problems in Psychological Research, 1982.
- Revidierter Allgemeiner Büroarbeitstest (ABAT-R) (mit Gustav A. Lienert)
- <www.was-studiere-ich.de> (mit Benedikt Hell, Test zur Studienberatung des Ministeriums für Wissenschaft, Forschung und Kunst Baden-Württemberg)